# Lee Yo-won
Lee Yo-won (* 9. April 1980 in Seongnam, Südkorea) ist eine südkoreanische Schauspielerin. Sie ist vor allem bekannt durch ihre Hauptrollen in den Fernsehserien Queen Seondeok (2009), Take Care of My Cat (2001), Surgeon Bong Dal-hee (2007) und 49 Days (2011). 2003 heiratete sie den Geschäftsmann und Golfer Park Jin-woo. Sie hat zwei Töchter und einen Sohn.
1999 spielte sie eine Nebenrolle als Mitarbeiterin einer Tankstelle in Attack the Gas Station, einem Vorreiter der koreanischen Welle. Dabei wird sie, wie auch die anderen Tankstellenmitarbeiter, die meiste Zeit über in einem Zimmer festgehalten und empfindet im Verlauf Sympathie für die „Vandalen“, die die Tankstelle besetzen.
2001 gewann sie den Blue Dragon Award als beste Nachwuchsdarstellerin für ihre Rolle in Take Care of My Cat.

## Filmografie

### Filme
- 1998: Scent of a Man (남자의 향기 Namja-ui Hyanggi)
- 1999: Attack the Gas Station (주유소 습격사건)
- 2001: Take Care of My Cat (고양이를 부탁해 Goyangi-reul Butakae)
- 2002: A.F.R.I.K.A. (아프리카)
- 2002: Surprise Party (서프라이즈)
- 2005: When Romance Meets Destiny (광식이 동생 광태 Gwangsiki Dongsaeng Gwangtae)
- 2007: May 18 (화려한 휴가 Hwaryeohan Hyuga)
- 2010: The Recipe (된장 Doenjang)
- 2012: Perfect Number (용의자X Yonguija X)
- 2013: Fists of Legend (전설의 주먹 Jeonseol-ui Jumoek)
- 2017:My Little Brother (그래,가족)

### Fernsehserien
- 1998: Miuna Gouna (미우나 고우나, SBS)
- 1999: Haengjin(행진, SBS)
- 1999: School 2 (학교 2 Hakgyo 2, KBS2)
- 2000: Kkokji (꼭지, KBS2)
- 2001: Pureun Angae (푸른 안개, KBS2)
- 2001: Sunjeong (순정, KBS2)
- 2002: The Great Ambition (대망 Daemang, SBS)
- 2005: Fashion 70’s (패션 70s, SBS)
- 2007: Surgeon Bong Dal-hee (외과의사 봉달희 Oegwauisa Bong Dal-hui, SBS)
- 2007: Bad Love (못된 사랑 Motdoen Sarang, KBS2)
- 2009: Queen Seondeok (선덕여왕 Seondeok Yeowang, MBC)
- 2011: 49 Days (49일, SBS)
- 2012: Horse Doctor (마의 Maui, MBC)
- 2013: Empire of Gold (황금의 제국 Hwanggeum-ui Jeguk, SBS)
- 2016: My Horrible Boss (욱씨남정기,SBS)
- 2016: Night Light (불야성)
- 2017: Avengers Social Club (부암동 복수자들, tvN)
- 2019: Different Dreams (이몽, MBC)